# John Chapman (cyclisme)
Pour les articles homonymes, voir John Chapman et Chapman.
John M., « Joe », Chapman, né à College Park (Géorgie) (États-Unis) en 1877 et mort le 20 mars 1947, à Santa Monica est un coureur cycliste americain et organisateur d’événements sportifs. Le New York Times l'a appelé le tsar du cyclisme. Il est intronisé au Bicycling Hall of Fame en 1993.
« Plus que tout autre homme, il est celui qui responsable de la croissance de ce sport comme une attraction populaire dans ce pays »
— The New York Times
Chapman a été président, pendant 20 ans, de la National Cycling Association.

## Biographie
De 1896 à 1902, John M. Chapman, qui vient d'une famille pauvre, est coureur cycliste. Il remporte plusieurs courses au niveau national, mais jamais l'une des meilleurs dans le pays. En Juillet 1901, il bat, avec Iver Lawson, un record du monde en tandem au Salt Palace Vélodrome, à Salt Lake City, avec 9 minutes et 44 secondes sur cinq miles, record qui a tenu pendant 50 ans.
De 1907 à 1937, Chapman est l'organisateur d’événement, le plus important dans le monde du cyclisme, des États-Unis. En 1908, il dirige le vélodrome de Vailsburg, Newark (en), celui de Chicago, il exploite le Vélodrome de New-york (en) (vélodrome du Bronx), le Vélodrome de Newark (en), où les courses outdoor ont été organisées de nuit et celui de Salt Lake City.
En 1912, Chapman organise les championnats du monde sur piste à Newark. L'UCI voulait sanctionner cette organisation, mais comme Chapman avait postulé pour le comité d’organisation de la National Cycling Association, affiliée à l'UCI, en 1910, la compétition a pu avoir lieu.
De 1915 à 1937, il organise les Six jours de New York, au Madison Square Garden, qu'il a également dirigé temporairement. Ils sont passés de une à deux éditions par an en 1920. L'organisateur des courses est aussi l'employeur des coureurs. En 1928, un chroniqueur du Chicago Tribune écrit que John Chapman paye ses coureurs sur une échelle de salaire allant de 150 $ à 1000 $ par jour, en fonction de leur pouvoir d'attraction. Les scorers sont aussi des employés de Chapman et que s'il voulait restreindre le pouvoir d'attraction d'un coureur et donc diminuer ses primes, il pouvait avoir recours à la négligence à comptabiliser quelques tours.
Il voyage en Europe pour engager les coureurs pour les courses aux États-Unis. Il recrute le très populaire coureur américain Frank Kramer avec un contrat de dix ans, avec un revenu annuel fixe à cinq chiffres. Son principal « protégé » est Freddie Spencer. Il essaye de mettre en place des contrats Chapman, avec des promoteurs en Europe, mais cela n'est pas autorisé sur le continent. Il établit un nouveau contrat avec Spencer et il recrute le champion du monde néerlandais, Piet Moeskops pour quatre courses contre Spencer, pour environ 18.000 $ chacun.
En septembre 1927, Willie Spencer commence à visiter les coureurs cyclistes cotés, en leur offrant des contrats et des primes en espèces, pour courir pour lui plutôt que pour Chapman. Il obtient la signature de vingt des meilleurs cyclistes des USA, qui, comme lui, avait vécu avec le traitement accordé par Chapman. En tout, Willie Spencer attire un tiers des coureurs loin de la National Cycling Association de Chapman, y compris les meilleurs coureurs américains Jimmy et Bobby Walthour, « Les Outlaws » (hors la loi) de Willie , comme les nomme la presse américaine, conduits par le canadien Torchy Peden. Chapman, qui contrôle la plupart des installations de course américaines, riposte en interdisant les coureurs de Willie Sepencer de monter sur ses sites, y compris le Madison Square Garden. En septembre 1928, Franck Kramer, devenu président de la National Cycling Association, suspend Willie Spencer, pour une durée indéfinie, parce qu'il voulait fonder un vélodrome dont les règles étaient en désaccord avec les statuts de la N. C. A.; et avec lui George Dempsey, Arthur Spencer, Bobby Walthour, Charlie Winter, Alfred Grenda et Norman Hill.
Au Madison Square Garden de New York, on note une baisse de spectateurs. Les Six jours de New York attirent environ 100.000 spectateurs. John Chapman diminue les prix d'entrée ainsi que les cachets des coureurs en raison de la situation économique ; si ceux-ci pouvaient recevoir dans les années 1920 entre 100 et 1000 dollars, ils ne touchent plus alors que des cachets compris entre 50 et 300 dollars. Le montant des prix est réduit de moitié pour atteindre 25 000 dollars. Le budget total des Six jours est de 75 000 dollars.